# Tragocephala gracillima
Tragocephala gracillima là một loài bọ cánh cứng trong họ Cerambycidae.